# Fenouillèdes

Fenolleda în Pirineii Ocrientali

Fenouillèdes (occitană Fenolhedés, catalană Fenolleda) este o regiune istorică și geografică din sud vestul Franței în departamentul Pyrénées-Orientales,  regiunea Languedoc-Roussillon. Este considerată a fi o comarcă catalonă istorică. Este singura regiune din  departament care din punct de vedere istoric nu a fost majoritar catalană ci majoritar occitană. A fost atașată Franței încă din 1258 făcând parte din provincia Languedoc, dar istoria ei este puternic legată de istoria Cataloniei de Nord. 